# Fifth Harmony (álbum)
Fifth Harmony é o terceiro e último álbum de estúdio auto-intitulado do girl group estadunidense Fifth Harmony. Ele foi lançado em 25 de agosto de 2017, este foi o último álbum lançado antes do grupo anunciar o seu hiato. através das gravadoras Syco Music e Epic Records. Esse álbum é marcado por ser o primeiro sem Camila Cabello desde sua saída do grupo em dezembro de 2016. "Down", primeiro single do álbum foi lançado em 2 de junho de 2017, a canção alcançou a 42° posição na Billboard Hot 100, principal tabela dos Estados Unidos. No dia 10 de agosto de 2017 o grupo lançou Angel, single promocional do álbum. Em 25 de agosto de 2017 "He Like That" foi lançado como segundo single do álbum, o clipe saiu no mesmo dia. "Don't Say You Love Me" foi lançado como o terceiro e último single do álbum, servindo assim, como o single de despedida após terem confirmado o hiato das integrantes.

## Antecedentes
O grupo primeiro revelou que elas estavam trabalhando em um novo álbum durante uma entrevista no backstage com o anfitrião de rádio Elvis Duran depois de um concerto no iHeartRadio Jingle Ball. Em 18 de dezembro de 2016, a Fifth Harmony anunciou que Camila Cabello deixou o grupo em uma mensagem postada em mídias sociais e assinada pelos membros do grupo. Após a repercussão da saída de Cabello e as especulações sobre o futuro do grupo, os membros publicaram outra declaração em que explicaram: "Nós passamos o ano passado e meio tentando comunicar com ela e sua equipe todas as razões pelas quais sentimos que a Fifth Harmony merecia pelo menos mais um álbum com ela, estamos entusiasmadas com o nosso futuro, e não podemos esperar o que o ano novo nos traz". Em janeiro de 2017 o grupo anunciou a The 7/27 Tour na Ásia e também uma participação no People's Choice Awards em 17 de janeiro. Durante o show o grupo performou "Work from Home" o seu maior hit com uma versão editada e ainda levaram pelo segundo ano consecutivo o prêmio de "Grupo Favorito".
A parte asiática da The 7/27 Tour ocorreu de 23 de março de 2017 a 8 de abril. Durante uma entrevista com a Billboard, Ally Brooke afirmou que o grupo pela primeira vez estava tendo "muito controle criativo" e que é algo que "elas estão tão entusiasmadas". Em 12 de abril de 2017, o Quarteto apareceu na capa da revista Galore, onde elas discutiram o conceito e a sonoridade presentes em seu terceiro álbum, "nós criamos sons que desejamos tocar na base. Alguns tons de R&B, alguns tons rítmicos. Tem sido incrível para criar uns com os outros porque somos tão diferentes quando se trata de música", disse Dinah Jane. "Nós amamos gêneros diferentes. Então, vibrar juntos e criar este som da Fifth Harmony é o que o torna tão especial". Em agosto de 2017, Lauren Jauregui disse que a sua música favorita do álbum foi co-escrita por Dinah Jane e Normani Kordei.

## Composição e gravação
"A coisa muito emocionante sobre entrar neste álbum é que nós conhecemos a história que queremos contar. Nós extraímos de nossas experiências pessoais. Nós estivemos no estúdio e nós tivemos um controle muito criativo. Conseguimos co-escrever mais de metade do nosso álbum. Foi um processo incrível para ter essa liberdade criativa. É ótimo colocar nossas vozes e nossas palavras neste álbum".

—Ally Brooke sobre sua experiência de composição para "Fifth Harmony".
As sessões de gravação para o álbum começaram em janeiro de 2017 no Windmark Recording entre turnês.  Durante o processo criativo, os membros tiveram mais envolvimento, co-escrevendo a maioria das músicas, escolhendo quais produzir e compartilhar idéias durante a produção.  O grupo colaborou com vários produtores de discos e compositores, incluindo The Stereotypes, Skrillex, Poo Bear, The Monsters e Strangerz, Ester Dean, Ammo e DallasK, Dreamlab, Harmony Samuels e Tommy
Brown. No que diz respeito ao processo de redação do grupo, a produtora Leah Haywood, da equipe de
produção Dreamlab, disse à Billboard : "Não é como chegar ao final e começou a riffing, nos sentamos e escrevemos versos juntos, porque eles estão empenhados em mulheres que querem empurrar A agenda". Poo Bear acrescentou: "Fiquei muito impressionado. Eles estavam famintos e excitados e pareciam ter um novo ponto para provar". O grupo primeiro insinuou no estúdio com Skrillex e Poo Bear em março de 2017 acordo com ele, eles estavam "com fome e excitação e pareciam ter um novo e sério ponto a ser provado". O álbum foi gravado em sete semanas no Windmark Recording Studios.

## Divulgação
Em 2 de junho, Fifth Harmony performou "Down" pela primeira vez no Good Morning America. Além de cantaram  Worth It e Work from Home, seus singles de maior sucesso.                                                                                                                                                                     Em 24 de julho, Fifth Harmony performou "Down" no The Tonight Show Starring Jimmy Fallon e anunciou o nome e data de lançamento do álbum. Os compradores que pré-encomendaram o álbum on-line receberam acesso exclusivo aos eventos de autógrafos para o álbum em duas cidades localizadas no estado da Califórnia: Fullerton em 14 de agosto de 2017 e São Francisco em 15 de agosto. A assinatura O evento está programado para chegar ao Hard Rock Cafe, em Nova York, em 29 de agosto de 2017. Em 29 de Agosto, Fifth Harmony performou "He Like That" no Good Morning America. Além de cantarem "Down", seu primeiro single do novo álbum. Em 27 de agosto, performaram Down e um medley de "Angel" no Video Music Awards. Em 4 de setembro, performaram "Down" em um programa da TV japonesa.

### Turnê
Em 9 de agosto de 2017, o grupo anunciou uma turnê oficial para promover o álbum, intitulado PSA Tour. A turnê está programada para começar em 29 de setembro de 2017, em Santiago, no Chile. A tour terá 10 shows na America Latina e 7 na Oceania.

## Singles
"Down" foi lançada como o primeiro single do disco em 2 de junho de 2017. Estreou na 42 posição na Billboard Hot 100, com 36 mil downloads digitais vendidos em sua semana de lançamento. O videoclipe, dirigido por James Larese, teve mais de 3 milhões de visualizações em suas primeiras 24 horas no YouTube. O clipe de Down ganhou na categoria de "Best Pop Video" no Video Music Awards 2017. A canção tem a participação especial do rapper estadunidense Gucci Mane. Foi escrita por Joshua Coleman, Radric Davis, Dallas Koehlke e Jude Demorest. "He Like That" foi lançada como segundo single do disco em 25 de agosto de 2017. O videoclipe também dirigido com James Larese, teve mais de 4 milhões em suas primeiras 24 horas no Youtube.

### Singlespromocionais
No dia 10 de agosto, Fifth Harmony liberou "Angel", o primeiro single promocional que foi lançado exclusivamente no serviço de streaming, Spotify. A canção foi disponibilizada para download no iTunes e Google Play. O videoclipe foi lançado em 11 de agosto, sendo produzido por David Camarena.
No dia 8 de Setembro, Fifth Harmony liberou o clipe de "Deliver", o segundo single promocional do álbum. O videoclipe foi produzido por David Camarena.

## Recepção crítica
| Críticas profissionais | Críticas profissionais |
| Pontuações agregadas   | Pontuações agregadas   |
| Fonte                  | Avaliação              |
| ---------------------- | ---------------------- |
| Metacritic             | 69/100                 |
| Avaliações da crítica  |                        |
| Fonte                  | Avaliação              |
| All Music              | [ 21 ]                 |
| Entertainment Weekly   | B-                     |
| Idolator               | [ 23 ]                 |
| The Guardian           | [ 24 ]                 |
| Rolling Stone          | [ 25 ]                 |

No Metacritic , que atribui uma avaliação normalizada em 100 a opiniões de críticos dominantes, o álbum recebeu uma pontuação média de 69, o que indica "avaliações favoráveis", baseado em 4 avaliações. Marc Snetiker, do Entertainment Weekly, acreditava que o álbum ecoava como um "lado B" para o álbum anterior 7/27, mas oferece apenas "uma fraca sensação de seu terremoto". Segundo ele, o álbum se sente "cortado do mesmo tecido que o seu antecessor, mas não o usa também, dependendo ainda mais do excesso de produção de amantes e clubes, insinuações previsivelmente cheeky e quebras de casa feitas sob medida para Ouvidos jovens e listas de reprodução". Brittany Spanks, da Rolling Stone, elogiou o álbum com três mil cinco estrelas, comentando que é o "álbum mais coeso do grupo ainda". Matt Collar, da AllMusic, descreveu o álbum como "sofisticado" e opinou que sua "produção indistinta" encontra o grupo que completa a transformação "de uma roupa pop juvenil para uma entidade R&B contemporânea madura e adulta". Em revisão para o site The Guardian, Michael Cragg escreveu que o álbum simultaneamente se sente como "uma declaração de intenções e um javali improvisado". Ele ainda elogiou a divergência dos sons do álbum e opinou que também existem alguns momentos reais de "vai isso?", Espalhados pelo álbum.

## Desempenho comercial
Fifth Harmony estreou no número quatro na Billboard 200, com vendas de 46 mil unidades equivalentes de álbuns de acordo com a Nielsen SoundScan. Alcançou o mesmo pico do 7/27, tornando-se o quarto álbum consecutivo Top dez de Fifth Harmony e o terceiro top cinco, igualando o número de 10 melhores conjuntos de atos femininos Destiny's Child e Dixie Chicks. Eles estão atrás do The Supremes, que conseguiu oito dez melhores álbuns. Em termos de vendas puras, o álbum foi a segunda entrada mais alta no gráfico na semana de sua estréia, com 32 mil cópias puras vendidas.
Na Coréia do Sul, o álbum estreou no número 97 no Gaon Album Chart e no número 10 no gráfico internacional para suas cópias físicas. No Japão, o álbum estreou no número 70 no Hot Albums de Billboard Japan por suas cópias digitais.
No dia 8 de Setembro, o single "Down" alcançou a marca de 100 milhões (de streams) no Spotify. Entrando assim, entre as 5 músicas do grupo que foi ouvida mais de 100 milhões de vezes.

## Lista de faixas
| Fifth Harmony  |                         | |                                               |         |  |
| N.º            | Título                  | Compositor(es) | Produtor(es)                                  | Duração |  |
| 1.             | "Down" (com Gucci Mane) | Joshua Coleman Dallas Koehlke Claire Demorest Radric Davis | Ammo Dallas K                                 | 2:44    |  |
| 2.             | "He Like That"          | Joshua Coleman Dallas Koehlke Ester Dean Dexter Ansley Gerald Baillergeau Ondreius Burgie Stanley Burrel George Clinton Jr. Garry Shider David Sprandley                                                                             | Ammo Dallas K Dean [a] Chris "Tek" O'Ryan [b] | 3:37    |  |
| 3.             | "Sauced Up"             | Harmony Samuels Edgar "JV" Etienne Varren Wade Candace Shields Ryan Toby Ally Brooke Dinah Jane Lauren Jauregui Normani Kordei | Samuels Toby [b] Wade [b] Etienne [c]         | 3:18    |  |
| 4.             | "Make You Mad"          | Daniel James Leah Haywood Rob Ellmore Brooke Dinah Jane Jauregui Kordei | Dreamlab Ruffian                              | 2:54    |  |
| 5.             | "Deliver"               | Jonathan Yip Jeremy Reeves Ray Romulus Ray McCullough Taylor Parks Whitney Phillips Taylor Parks | The Stereotypes Tayla Parx [a] Phillips [a]   | 3:26    |  |
| 6.             | "Lonely Night"          | Jason Evigan Dayo Olatunji Brooke Dinah Jane Jauregui Kordei Jordan Johnson Stefan Johnson Marcus Lomax | The Monsters and the Strangerz Evigan         | 3:25    |  |
| 7.             | "Don't Say You Love Me" | Nate Cyphert Ian Kirkpatrick Henrik Barman Michaelsen Edvard Forre Erfjord Lisa Scinta | Ian Kirkpatrick The Electric                  | 3:13    |  |
| 8.             | "Angel"                 | Sonny More Jason Boyd Brooke Dinah Jane Jauregui Kordei | Skrillex Poo Bear                             | 3:09    |  |
| 9.             | "Messy"                 | James Haywood Ellmore Brooke Dinah Jane Jauregui Kordei Thomas Allen Harold Brown Orville Burrell Morris Dickerson Ricardo Ducent Gerry Goldstein Leroy Jordan Lee Levitin Charles Miller Shaun Pizzonia Howard Scott Brian Thompson | Dreamlab Ruffian                              | 3:14    |  |
| 10.            | "Bridges"               | Thomas Brown Anthony M. Jones Sebastian Kole Dinah Jane Brooke Jauregui | Thomas Brown Anthony M. Jones                 | 4:03    |  |
| Duração total: | Duração total:          | Duração total: | Duração total:                                | 31:43   |  |

Notas
- ↑[a]  significa co-produtor.
- ↑[b]  significa produtor vocal.
- ↑[c]  significa produtor adicional.

Créditos de samples
- "Messy" contém uma parte da composição de "It Was not Me", por Shaggy, Rikrok, Shaun Pizzonia e Brian Thompson, interpretado por Shaggy com Rikrok, que interpola "Smile Happy", interpretado por War, escrito por Thomas Allen, Harold Brown, Morris Dickerson, Leroy Jordan, Charles Miller, Lee Levitin, e Howard Scott.
- "He Like That" contém uma parte da composição de "Pumps and a Bump", escrito por Dexter Ansley, Gerald Baillergeau, Ondreius Burgie, MC Hammer, George Clinton, Garry Shider and David Spradley, interpretado por MC Hammer.

## Desempenho
| Paradas Musicais                    | Melhor Posição |
| ----------------------------------- | -------------- |
| Alemanha (BVMI)                     | 56             |
| Austrália (ARIA)                    | 9              |
| Austrália (ARIA Digital Albums)     | 7              |
| Áustria (O3 Áustria)                | 41             |
| Bélgica (Ultratop Flanders)         | 13             |
| Bélgica (Ultratop Wallonia)         | 31             |
| Canadá (Billboard)                  | 7              |
| Coreia do Sul (Gaon)                | 97             |
| Coreia do Sul (Internacional Gaon)  | 10             |
| Escócia (OCC)                       | 9              |
| Espanha (PROMUSICAE)                | 1              |
| Estados Unidos (Billboard)          | 4              |
| Finlândia (Suomen virallinen lista) | 40             |
| França (SNEP)                       | 55             |
| França (SNEP Download)              | 6              |
| Irlanda (IRMA)                      | 6              |
| Itália (FIMI)                       | 16             |
| Japão (Oricon)                      | 19             |
| Japão (Billboard Japan Hot Albums)  | 70             |
| México (AMPROFON)                   | 3              |
| Noruega (VG-lista)                  | 19             |
| Nova Zelândia (RMNZ)                | 7              |
| Países Baixos (MegaCharts)          | 11             |
| Polônia (ZPAV)                      | 30             |
| Portugal (AFP)                      | 2              |
| Reino Unido (OCC)                   | 10             |
| República Checa (ČNS IFPI)          | 52             |
| Suécia (Sverigetopplistan)          | 21             |
| Suíça (Schweizer Hitparade)         | 28             |

| País                                                                        | Certificação | Vendagem |
| --------------------------------------------------------------------------- | ------------ | -------- |
| Brasil (ABPD)                                                               | Platina      | 40,000   |
| Indonésia (IFPI)                                                            | Platina      | 10,000   |
| ^apenas com base na certificação ‡vendas+streaming com base na certificação |              |          |